# Joshua Palmon
Joshua Palmon (1913-1994) est un homme politique israélien.
Il est né à Tel-Aviv et rejoint la section arabe du SHAY en 1940. Il est responsable de la section arabe du Da'at de 1948 à 1949 durant la première guerre israélo-arabe et ensuite conseiller de David Ben Gourion pour les affaires arabes de 1949 à 1955.
En mars 1948, il rencontre le commandant de l'Armée de libération arabe, Fawzi al-Qawuqji, de manière à déterminer quelles sont ses intentions exactes dans la guerre.